# National Football League 2024 (Figi)
La National Football League 2024, anche nota come Digicel Premier League 2024 per motivi di sponsorizzazione, è stata la 48ª edizione della massima serie del campionato di calcio figiano. Il campionato è iniziato il 17 febbraio e si è concluso il 29 settembre 2024. 
La squadra campione in carica era il Lautoka, al suo settimo titolo. Il titolo è stato vinto dal Rewa, per la seconda volta nella sua storia.

## Stagione

### Novità
Dalla stagione precedente è stato retrocesso il Tavua, ultimo classificato. Al suo posto è stato promosso il Nasinu, primo classificato della Fiji Senior League.

### Formula
Le 10 squadre partecipanti giocano un girone all'italiana con partite di andata e ritorno, per un totale di 18 giornate. Al termine di esse, la squadra prima classificata è campione delle Figi e ottiene la qualificazione per la OFC Champions League 2025 insieme con la seconda. L'ultima classificata è invece retrocessa in Fiji Senior League.

## Squadre partecipanti
| Club              | Città    | Stagione precedente   |
| ----------------- | -------- | --------------------- |
| Ba                | Ba       | 5° in National League |
| Labasa            | Labasa   | 4° in National League |
| Lautoka           | Lautoka  | Campione delle Figi   |
| Nadi              | Nadi     | 6° in National League |
| Nadroga           | Sigatoka | 9° in National League |
| Nasinu            | Nasinu   | Fiji Senior League    |
| Navua             | Navua    | 8° in National League |
| Rewa              | Nausori  | 2° in National League |
| Suva              | Suva     | 3° in National League |
| Tailevu/Naitasiri | Nausori  | 7° in National League |

## Classifica
|                 | Pos. | Squadra           | Pt | G  | V  | N | P  | GF | GS | DR  |
| --------------- | ---- | ----------------- | -- | -- | -- | - | -- | -- | -- | --- |
| Figi (bandiera) | 1.   | Rewa              | 43 | 18 | 13 | 4 | 1  | 43 | 14 | +29 |
|                 | 2.   | Labasa            | 32 | 18 | 9  | 5 | 4  | 29 | 23 | +6  |
|                 | 3.   | Lautoka           | 31 | 18 | 10 | 1 | 7  | 45 | 37 | +8  |
|                 | 4.   | Navua             | 29 | 18 | 8  | 5 | 5  | 31 | 23 | +8  |
|                 | 5.   | Ba                | 28 | 18 | 8  | 4 | 6  | 31 | 26 | +5  |
|                 | 6.   | Nadi              | 25 | 18 | 7  | 4 | 7  | 32 | 33 | -1  |
|                 | 7.   | Suva              | 22 | 18 | 6  | 4 | 8  | 33 | 35 | -2  |
|                 | 8.   | Nadroga           | 17 | 18 | 5  | 2 | 11 | 29 | 43 | -14 |
|                 | 9.   | Nasinu            | 15 | 18 | 5  | 0 | 13 | 20 | 40 | -20 |
|                 | 10.  | Tailevu/Naitasiri | 12 | 18 | 3  | 3 | 12 | 17 | 36 | -19 |

Legenda:
      Campione delle Figi e ammessa alla OFC Champions League 2025.
 Retrocessione diretta.